# 1978 au théâtre
| Années du théâtre : 1975 - 1976 - 1977 - 1978 - 1979 - 1980 - 1981    |
| Décennies du théâtre : 1940 - 1950 - 1960 - 1970 - 1980 - 1990 - 2000 |

Cet article présente les faits marquants de l'année 1978 au théâtre.

## Événements
- Jérôme Deschamps et sa compagne Macha Makeïeff fondent la compagnie Deschamps & Makeïeff.

## Pièces de théâtre représentées
- 7 février : Nekrassov de Jean-Paul Sartre, mise en scène Georges Werler, Théâtre de l'Est parisien
- 26 mai : première de Voices de Susan Griffin, mise en scène d'Estelle Parsons, église St Clement de New York.
- 25 juillet : Le Roi Lear de William Shakespeare, mise en scène d'Yves Gasc, Théâtre Antique de Vaison La Romaine, avec Jean Marais
- 9 septembre : Le Préféré de Pierre Barillet et Jean-Pierre Grédy, mise en scène Michel Roux, Théâtre de la Madeleine
- 19 septembre : La Culotte de Jean Anouilh, Théâtre de l'Atelier

## Décès
- 16 décembre : Albert Husson (°1912)